# Butte (Nebraska)
Butte es una villa ubicada en el condado de Boyd en el estado estadounidense de Nebraska. En el Censo de 2010 tenía una población de 326 habitantes y una densidad poblacional de 301,84 personas por km².

## Geografía
Butte se encuentra ubicada en las coordenadas 42°54′45″N 98°50′53″O / 42.91250, -98.84806. Según la Oficina del Censo de los Estados Unidos, Butte tiene una superficie total de 1.08 km², de la cual 1.08 km² corresponden a tierra firme y (0%) 0 km² es agua.

## Demografía
Según el censo de 2010, había 326 personas residiendo en Butte. La densidad de población era de 301,84 hab./km². De los 326 habitantes, Butte estaba compuesto por el 96.01% blancos, el 0% eran afroamericanos, el 1.23% eran amerindios, el 2.45% eran asiáticos, el 0% eran isleños del Pacífico, el 0% eran de otras razas y el 0.31% pertenecían a dos o más razas. Del total de la población el 0.92% eran hispanos o latinos de cualquier raza.